# Chamber of Forgetfulness
The Chamber of Forgetfulness és una pel·lícula muda produïda per l'Éclair American i protagonitzada per Barbara Tennant i Alec B. Francis i dirigida per Étienne Arnaud. Es va estrenar 21 de maig de 1912. Va ser la primera aparició cinematogràfica de Barbara Tennant.

## Argument
És la història d'un home molt gelós que creu que la seva dona té un amant. Un dia la descobreix amagant unes cartes d'amor que guarda a una amiga seva i en el malentès l'acusa d'adulteri. La discussió és tan amarga que la dona mor d'un atac de cor davant del seu fill.
Sol i deprimit, envia el seu fill a viure a Califòrnia perquè el cuidi una altra família. Quinze anys després, viu solitari i ha deixat la intacta i segellada l'habitació on va morir la seva dona. L'antiga criada rep una carta del fill en què li demana aclariments sobre la seva mare. Aquesta visita el marit i junts entren a l'habitació on ell descobreix el fantasma de la dona revivint el moment de la mort. Entre els papers troben les proves de la seva innocència i el pare fa venir el fill. Aquest, furiós, es nega a reconciliar-se però tots dos visiten la tomba de la mare i allà veuen el fantasma que els fa reconciliar.

## Repartiment
- Alec B. Francis (marit gelós)
- Barbara Tennant (esposa)
- Julia Stuart (criada)
- William R. Dunn (fill, ja de gran)